# Washingtonia robusta
Palmier jupon du Mexique
Espèce
Classification phylogénétique

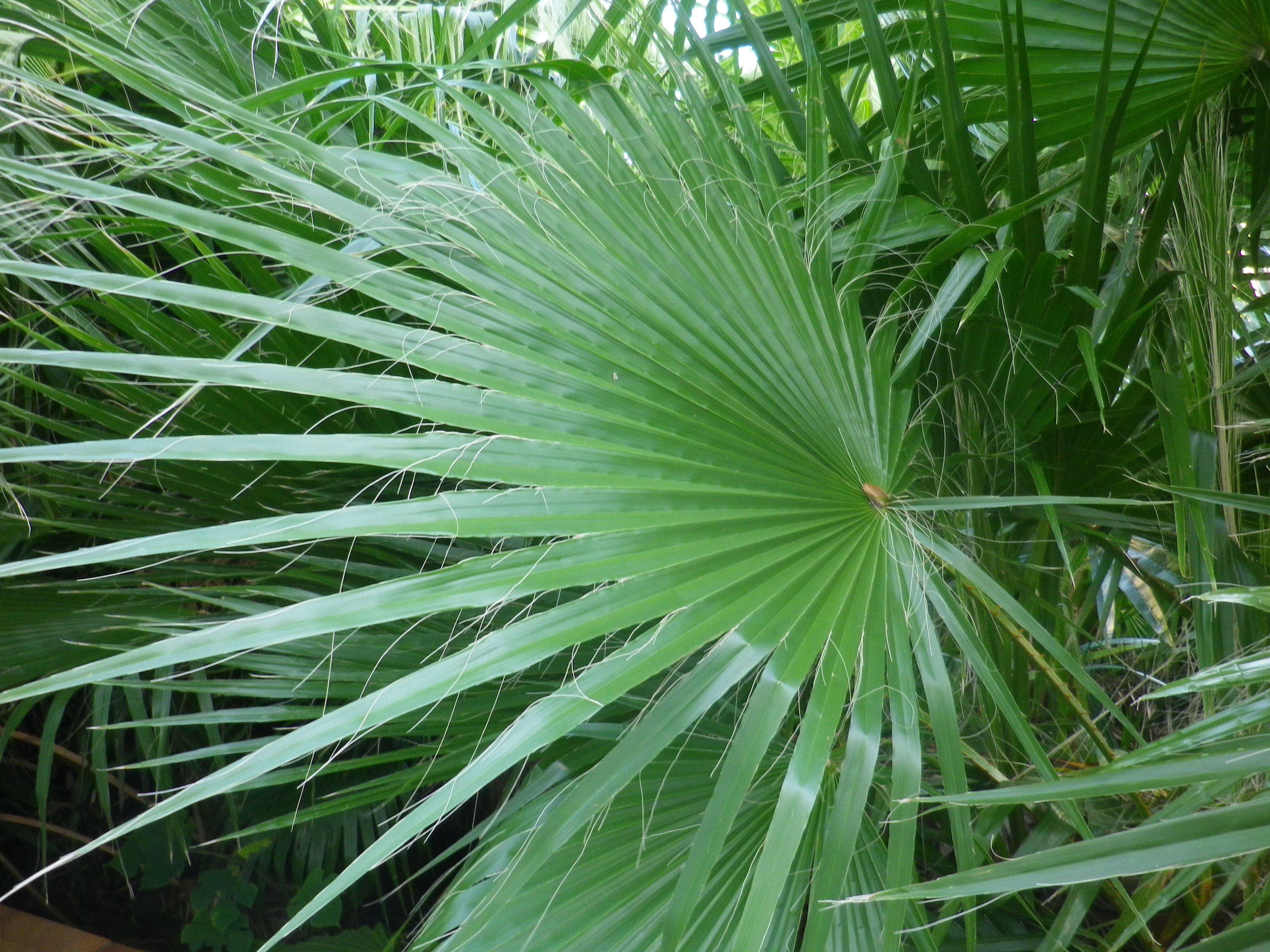
Palme (feuille du palmier) de Washingtonia robusta. Le pétiole est couvert de grosses épines agressives plutôt de couleur rouge-marron, contrairement à Washingtonia filifera, dont les épines sont petites, de couleur verte et beaucoup moins agressives.

Le Palmier jupon du Mexique (Washingtonia robusta) est une espèce de palmier appartenant au genre Washingtonia (Les palmiers jupons) et à la famille des Arécacées (les palmiers).

## Répartition
Ce palmier se rencontre en Basse-Californie et dans le Sonora où il croît dans les lieux arides, et au fond des canyons, parfois en compagnie de Brahea brandegeei.

## Description
Son stipe est élargi à la base mais ensuite beaucoup plus mince et gracile que celui de Washingtonia filifera. Il s'élance à plus de 20 m, parfois 30 m de hauteur. Il est assez souvent légèrement flexueux et plus ou moins courbé ou penché, contrairement à celui de Washingtonia filifera qui est généralement bien droit. Le panache de feuilles ressemble alors à un petit toupet au sommet d'une tige interminable. Ce qui lui a valu aux États-Unis le nom de « skyduster palm », le « chiffon à poussière du ciel ».
Les pétioles n'excèdent pas 1,50 m et sont pourvus de dents orange marron plus proéminentes que chez le Washingtonia filifera. La base du pétiole est colorée de rouge marron de façon évidente. Elle est largement fendue et garde une teinte rougeâtre pendant longtemps, même lorsqu'elle est sèche.
Les feuilles sont moins nombreuses et forment une couronne plus courte. Elles sont d'une couleur vert brillant et ont une forme plus circulaire. Les segments sont bifides et retombants et les fils sont moins nombreux, voire quasiment inexistants chez les plantes âgées. Enfin, les feuilles présentent une tache blanchâtre assez visible de dessous, au point de rencontre des segments et du pétiole, mais cette tache n'est visible que sur les plantes qui ont déjà atteint une certaine taille.

## Climat
Le palmier Washingtonia robusta pousse dans les régions chaudes et ensoleillées. Il supporte bien les températures élevées et ne craint pas trop les pluies rares. Il peut supporter le froid jusqu'à environ −6 °C.

## Culture
C'est un palmier de croissance rapide. Dans le midi, un jeune Washingtonia, planté en terre, et de la grosseur d'un gros poireau, devient en quelques années un palmier de presque trois mètres de hauteur avec une base de stipe quasiment formée.
Washingtonia robusta demande évidemment une exposition ensoleillée mais comme pour Washingtonia filifera, il est indifférent à la nature du sol, quoiqu'il ait une préférence pour les terres alcalines comme beaucoup de palmiers originaires des zones arides. Il est un peu moins rustique que son cousin californien mais il est de toute façon bien adapté au climat tempéré chaud.
Ce palmier est très cultivé dans les parcs et le long des rues dans les régions dotées d'un climat doux aux États-Unis. Il est également très présent en Europe du Sud et dans tout le bassin méditerranéen et dans de nombreuses régions subtropicales du monde. Dans la région Provence-Alpes-Côte d'Azur en France, où l'espèce est particulièrement présente, ainsi que dans le Midi et en Espagne, les Washingtonia sont victimes de parasites comme le papillon Paysandisia archon, très répandu jusqu'en Angleterre.

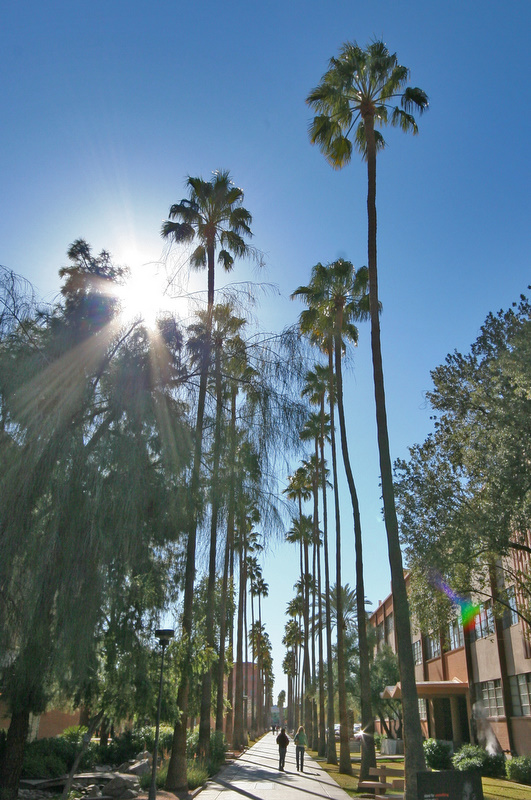
Silhouette typique de Washingtonia robusta planté en alignement. Université d'État de l'Arizona.
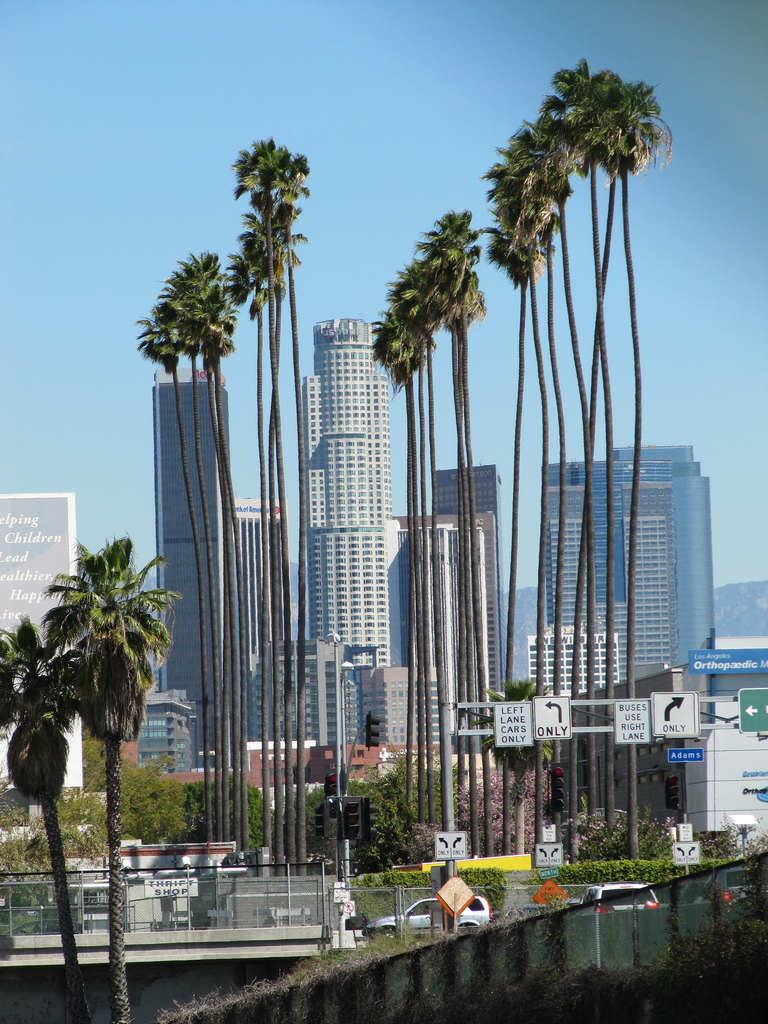
La plus vieille allée de Washingtonia robusta à Los Angeles, plantée en 1875.
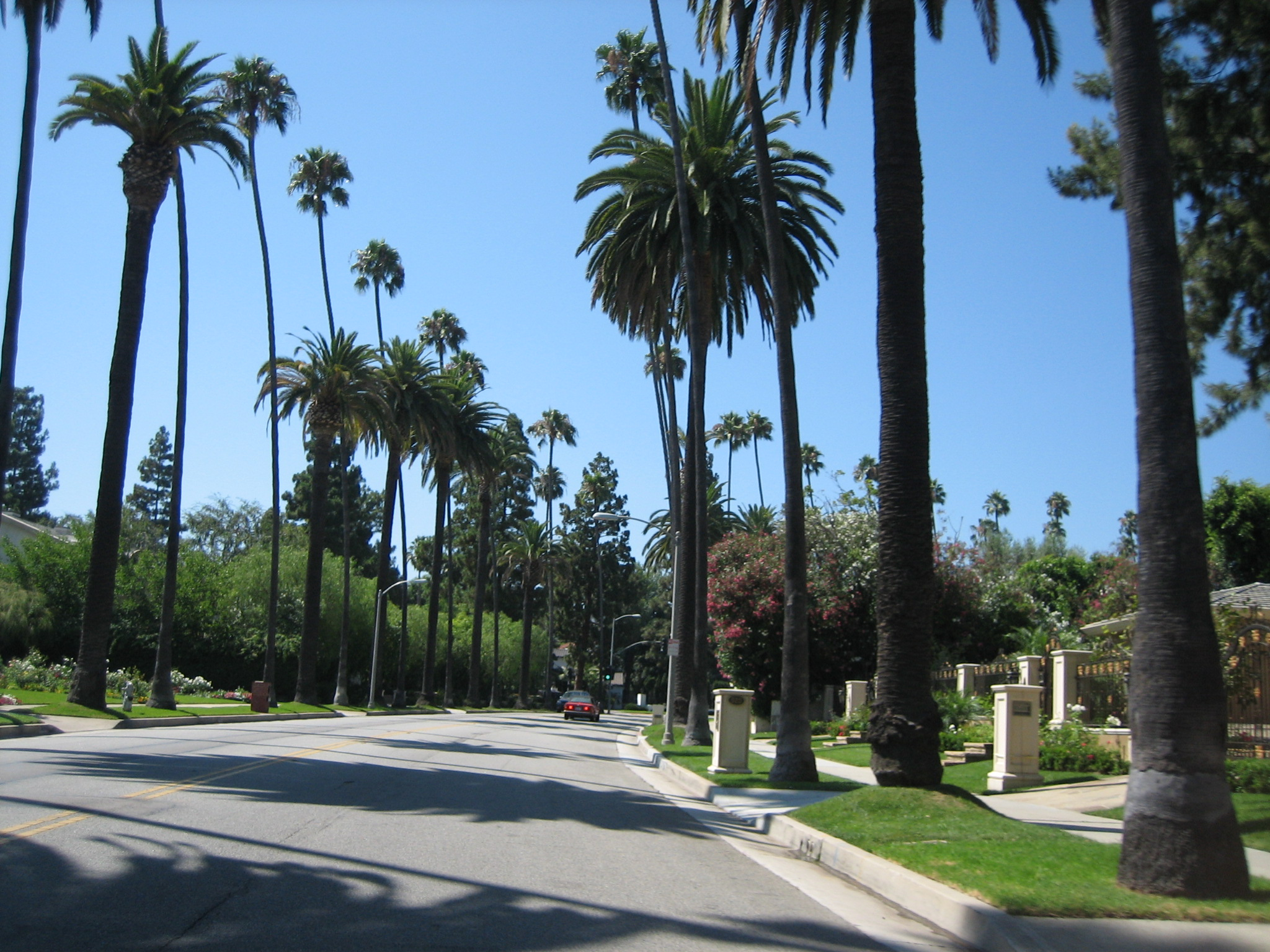
Cette espèce est fréquemment associée au dattier des Canaries. Beverly Hills, Californie.
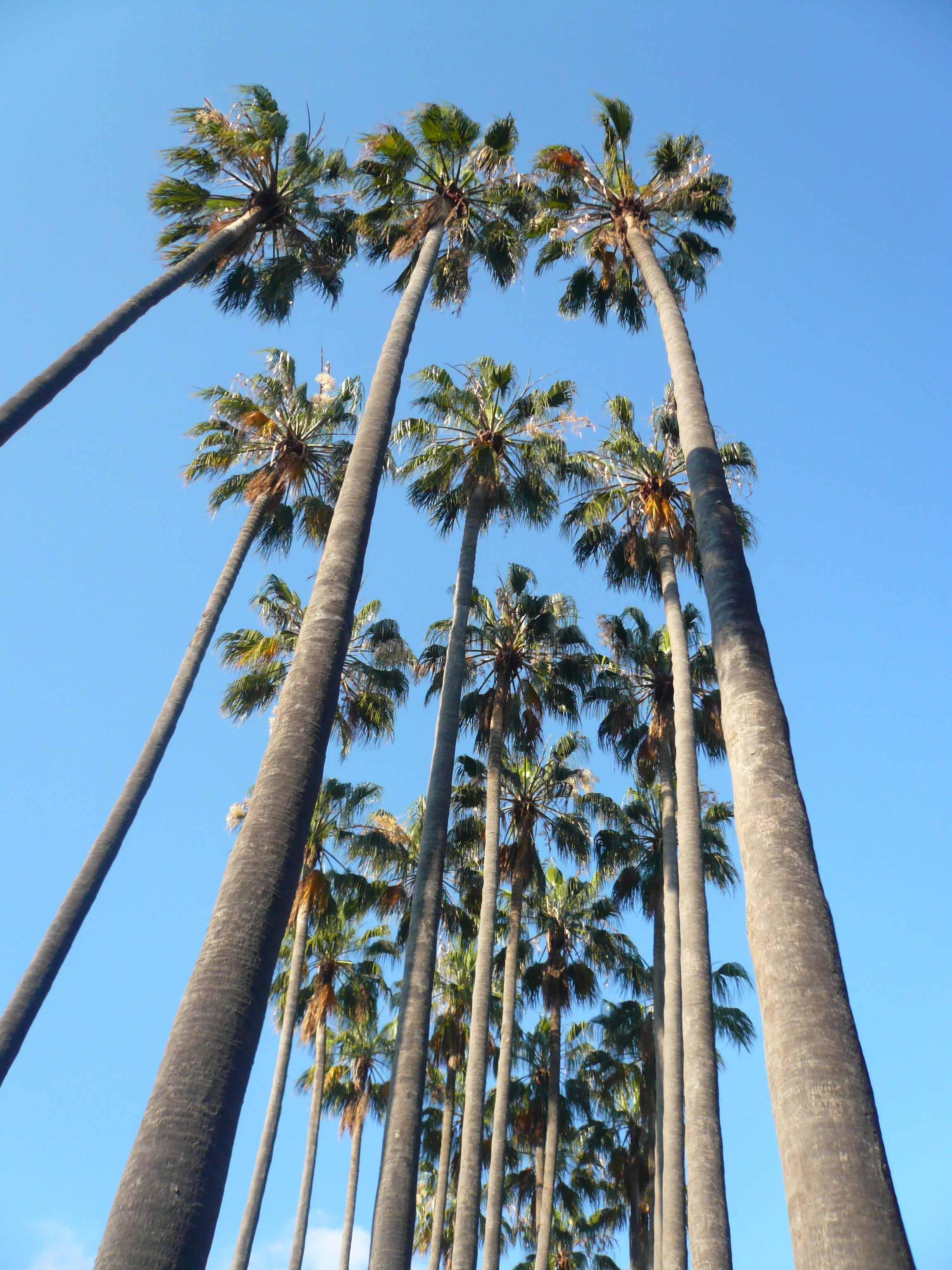
Un groupe de Washingtonia robusta en Catalogne, Espagne.
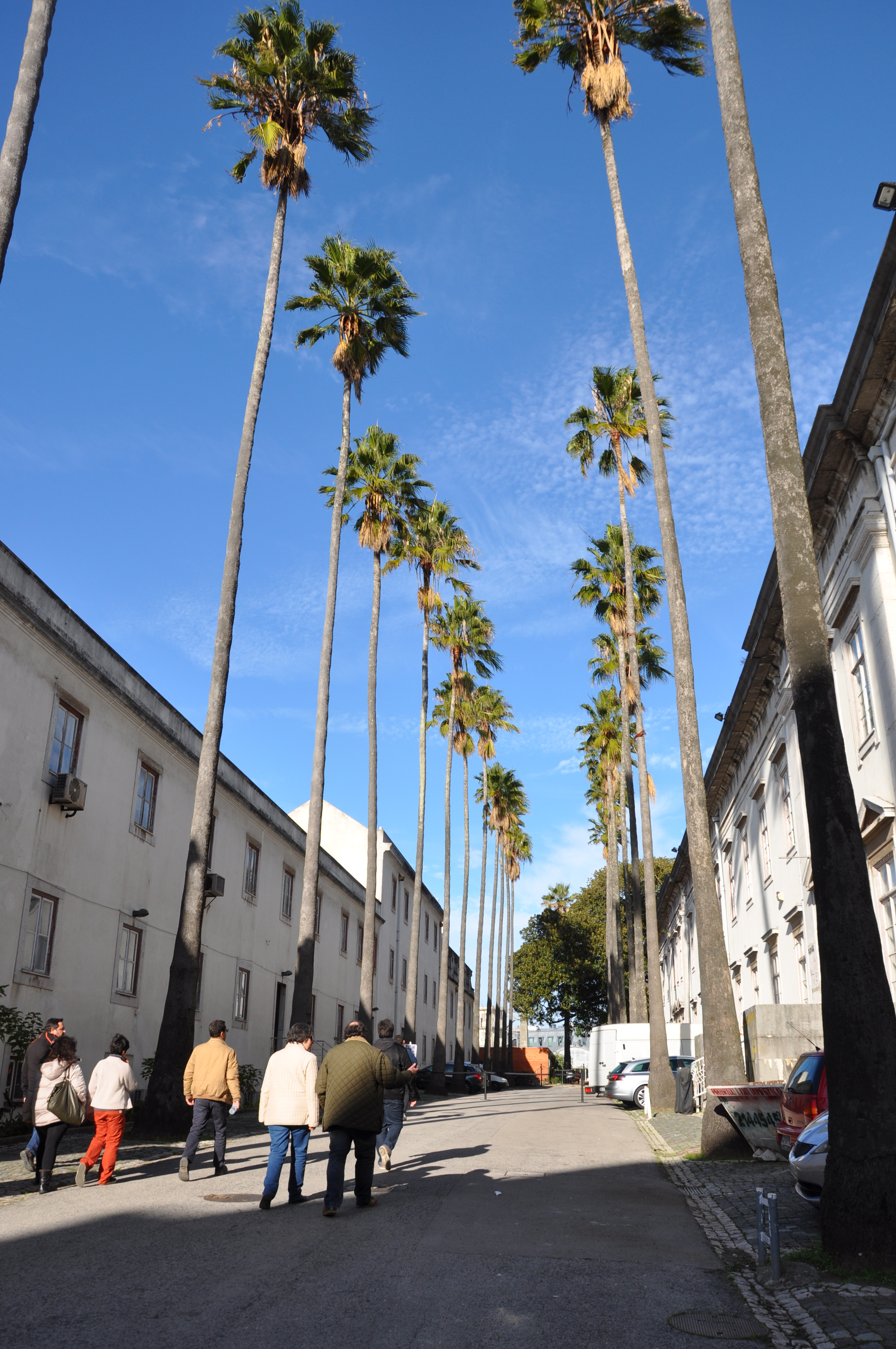
Une rue de Lisbonne, Portugal.

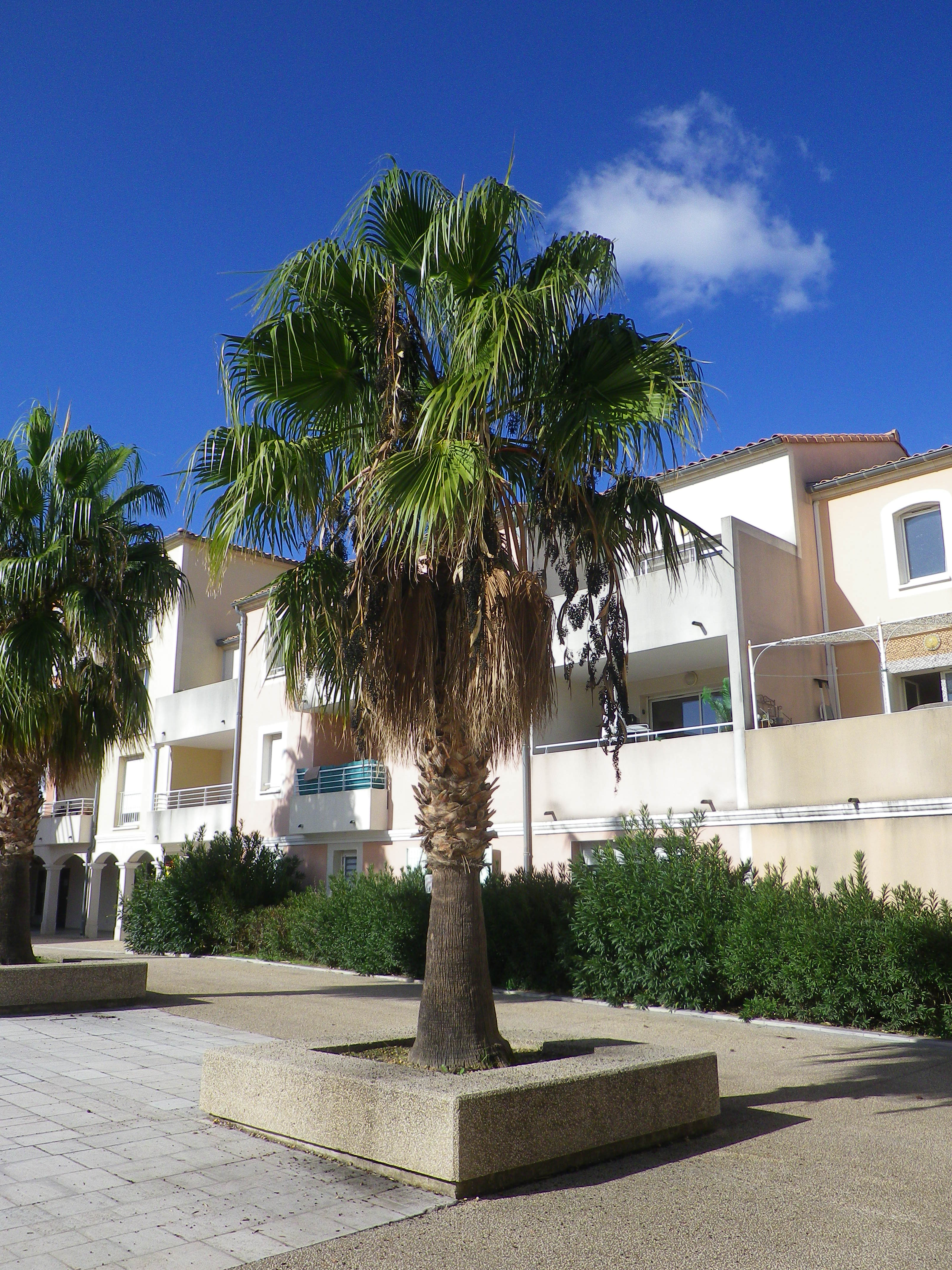
Palmier du Mexique en infrutescence sur la place de la mairie de Fourques (France).
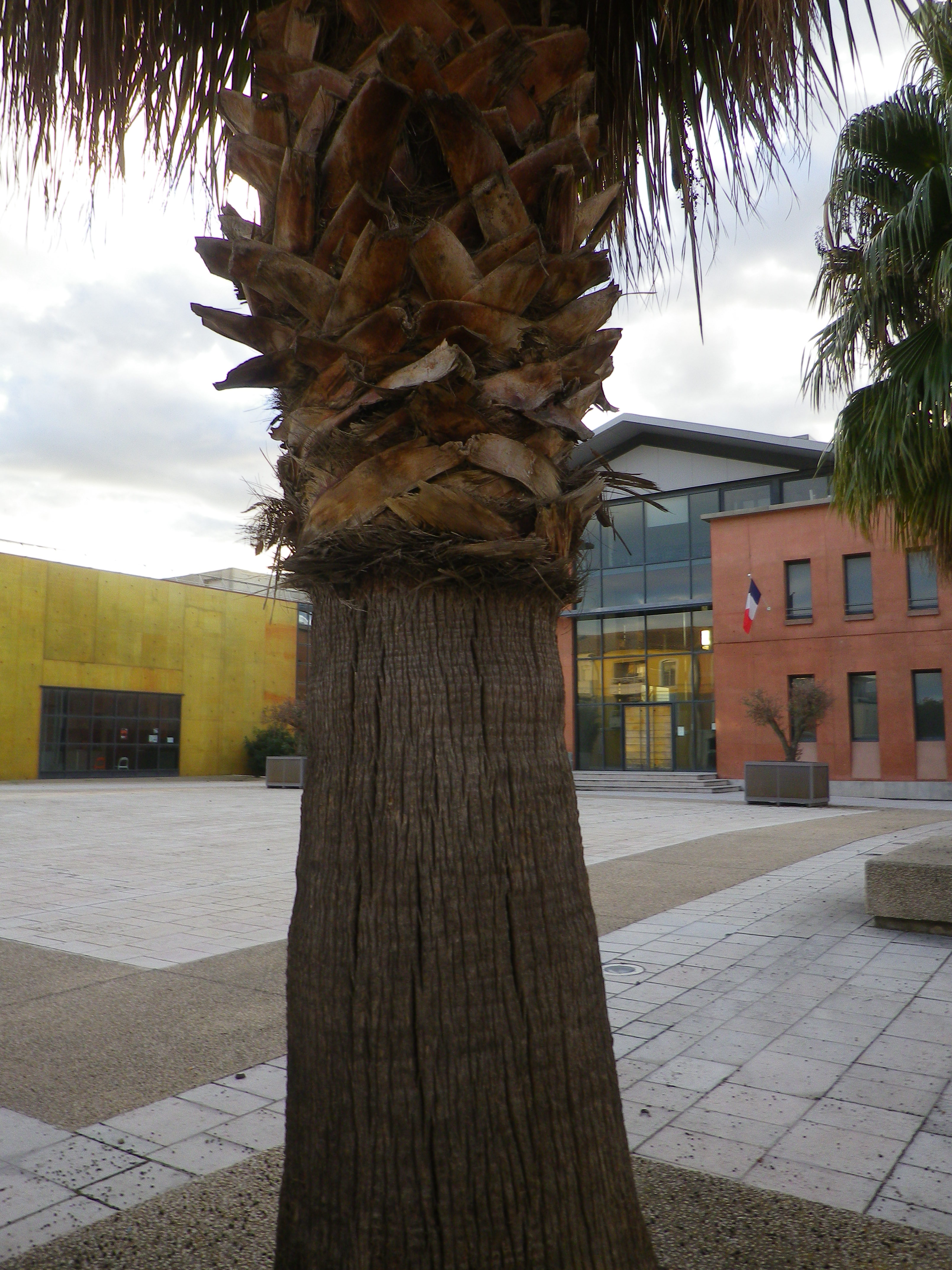
Stipe.
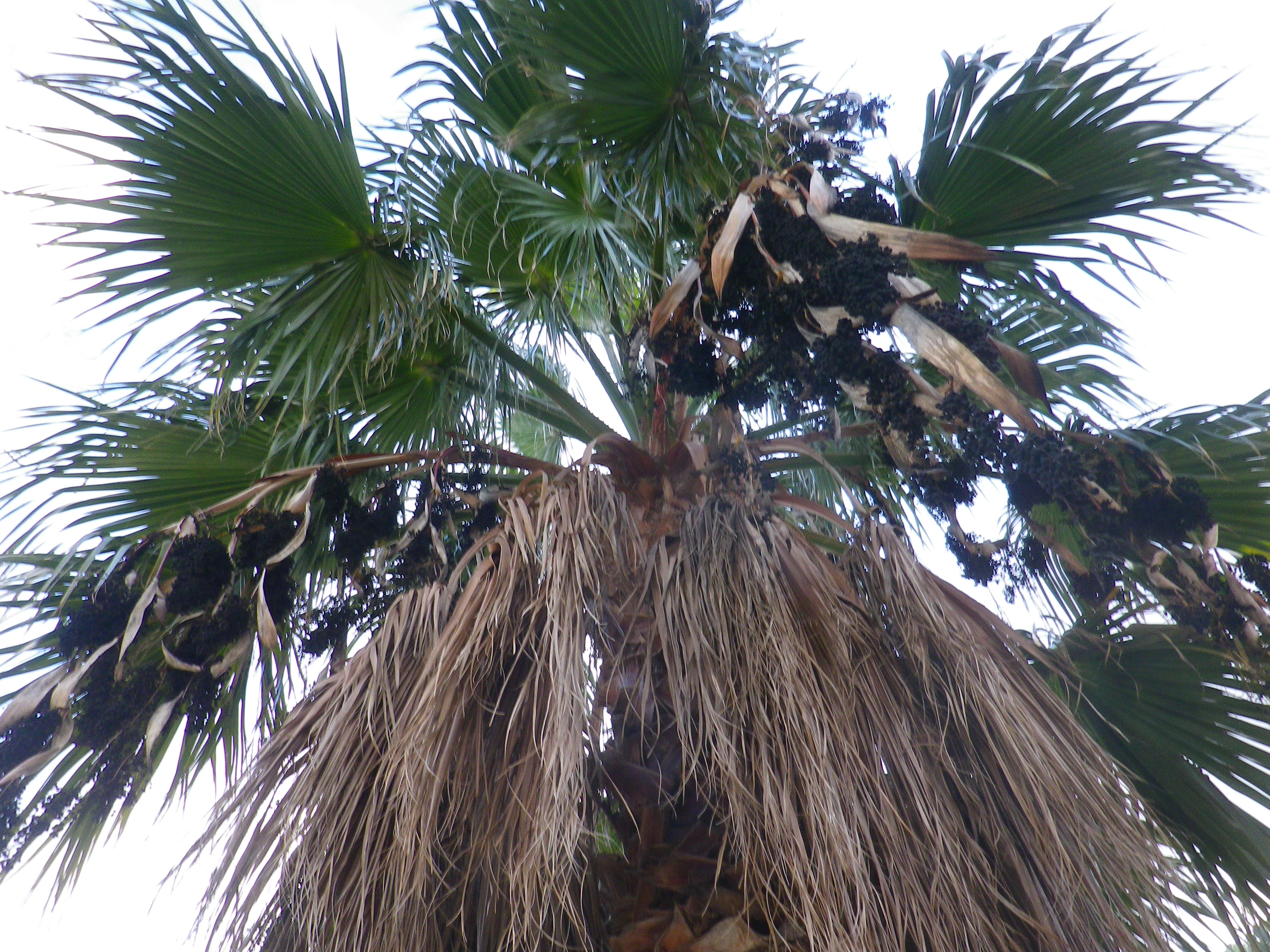
Palmes (les feuilles du palmier) et infrutescenses.

## Étymologie
- Du latin robustus, « résistant ».